# گرانت شو
گرانت شو (انگلیسی: Grant Show؛ زادهٔ ۲۷ فوریهٔ ۱۹۶۲) یک هنرپیشه اهل ایالات متحده آمریکا است. وی از سال ۱۹۸۴ میلادی تاکنون مشغول فعالیت بوده‌است.
از فیلم‌ها یا برنامه‌های تلویزیونی که وی در آن نقش داشته است می‌توان به تسخیر، خدمتکاران حیله‌گر، دودمان اشاره کرد.